# Hygraula nitens
Hygraula nitens är en fjärilsart som först beskrevs av Butler 1880.  Hygraula nitens ingår i släktet Hygraula och familjen Crambidae. Inga underarter finns listade i Catalogue of Life.

## Bildgalleri

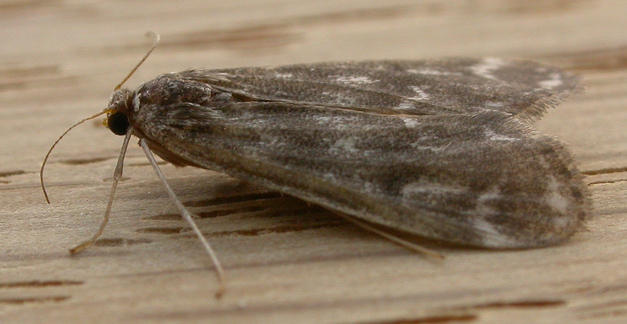
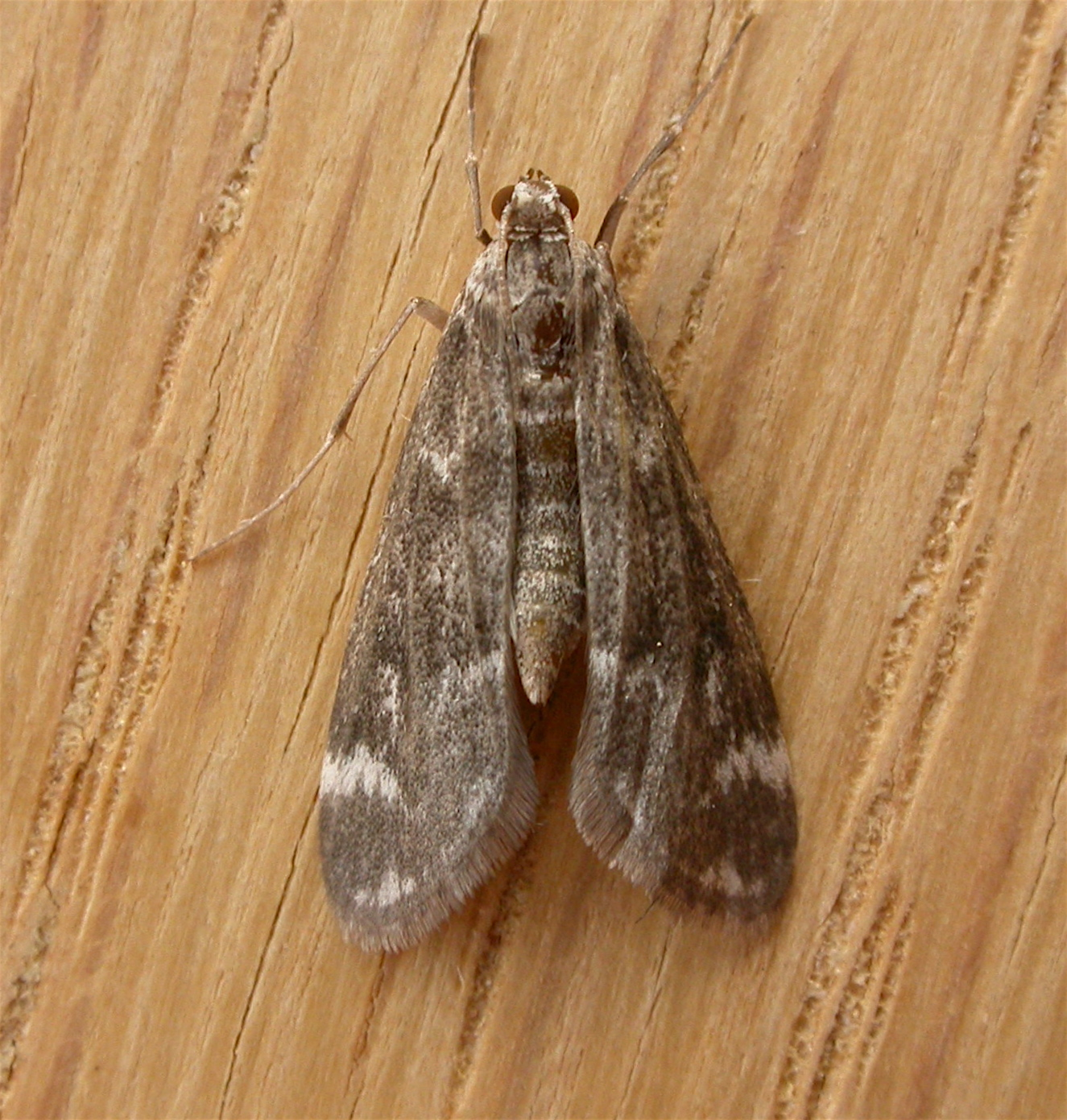